# Agata Zwiejska
Agata Zwiejska (ur. 15 lipca 1989 w Toruniu) – polska pływaczka występująca głównie w stylu dowolnym i stylu motylkowym, obecnie zawodniczka klubu Delfin Toruń.
Rekordzistka kraju juniorek do lat 17 na dystansie 200 m stylem dowolnym (Ostrowiec Świętokrzyski, 6 maja 2006 z czasem 2:01.94) na 50 – metrowym basenie oraz rekordzistka Polski juniorek do lat 16 na dystansie 200 m stylem dowolnym (Gorzów Wielkopolski, 28 – 31 stycznia 2005 z czasem 2:00.57) na 25 – metrowym basenie.
Złota medalistka Zimowych Mistrzostw Polski 2004 w kategorii juniorek 15-letnich na dystansie 100 m stylem motylkowym, 100 m stylem dowolnym oraz srebrna medalistka na dystansie 50 m stylem motylkowym. Mistrzyni Polski młodzików do lat 13 (2002) na dystansie 200 m stylem grzbietowym, 100 m stylem motylkowym i 200 m stylem zmiennym oraz wicemistrzyni na dystansie 50 m stylem motylkowym. Wicemistrzyni Polski 2005 w kategorii 17-18 lat na dystansie 100 m stylem dowolnym.
W otwartych mistrzostwach Słowenii 2006 zajęła 8. miejsce na dystansie 50 m stylem dowolnym, 4. miejsce na dystansie 200 m stylem dowolnym oraz 1. miejsce w sztafecie 4 × 100 m stylem dowolnym. W dniach od 2 do 3 kwietnia 2005 na międzynarodowych juniorskich zawodach pływackich w Limassol zwyciężyła na dystansie 100 m stylem motylkowym oraz w sztafecie na dystansach 4 × 100, 4 × 200 m stylem dowolnym oraz 4 × 100 m stylem zmiennym. W trójmeczu Polska – Czechy – Ukraina, odbywającym się w dniach 25 – 26 marca 2006 w Ostrowcu Świętokrzyskim, zwyciężyła w sztafecie 4 × 200 m stylem dowolnym oraz na dystansie 200 m stylem dowolnym, pokonując Otylię Jędrzejczak.
Reprezentantka Polski na mistrzostwa Europy w Budapeszcie, gdzie zajęła 36. miejsce na dystansie 100 m stylem dowolnym, oraz 2. miejsce w sztafecie 4 × 200 m stylem dowolnym.
30 stycznia 2006 otrzymała od prezydenta Torunia stypendium za wysokie wyniki na mistrzostwach krajowych i międzynarodowych.